# ベルフォルテ・デル・キエンティ
ベルフォルテ・デル・キエンティ（伊: Belforte del Chienti）は、イタリア共和国マルケ州マチェラータ県にある、人口約1,800人の基礎自治体（コムーネ）。

## 地理

### 位置・広がり
マチェラータ県のコムーネ。県都マチェラータから南西へ23kmの距離にある。

#### 隣接コムーネ
隣接するコムーネは以下の通り。
- カルダローラ
- カンポロトンド・ディ・フィアストローネ
- セッラペトローナ
- トレンティーノ

### 気候分類・地震分類
ベルフォルテ・デル・キエンティにおけるイタリアの気候分類 (it) および度日は、zona D, 2046 GGである。
また、イタリアの地震リスク階級 (it) では、zona 2 (sismicità media) に分類される。